# St. Johannes Baptist (Kleinholzhausen)

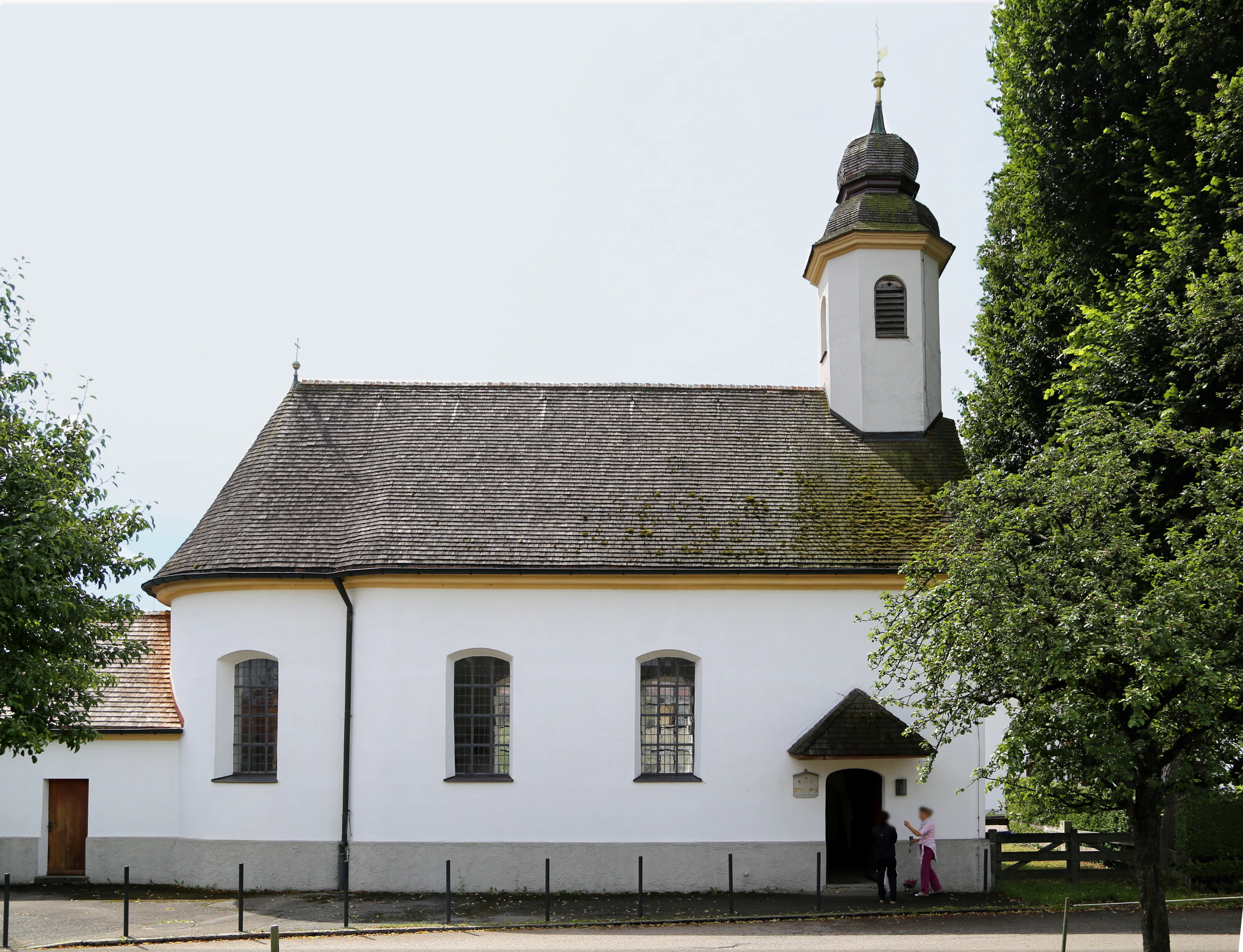
St. Johannes Baptist in Kleinholzhausen

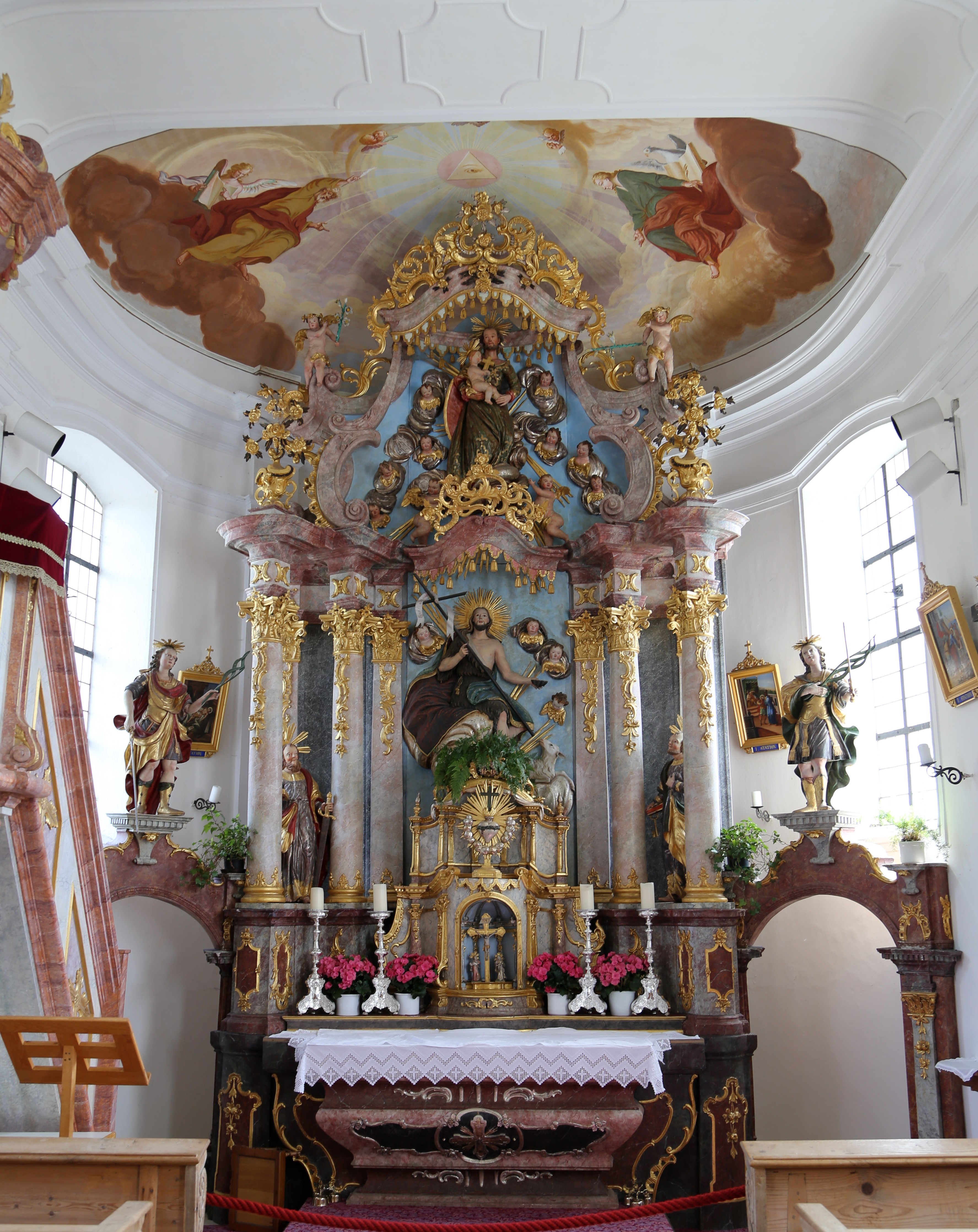
Innenraum

Die römisch-katholische Filialkirche St. Johannes Baptist steht in Kleinholzhausen, einem Gemeindeteil von Raubling im oberbayerischen Landkreis Rosenheim. Das Bauwerk ist in der Liste der Baudenkmäler in Raubling als Baudenkmal unter der Nr. D-1-87-165-13 eingetragen. Die Kirche gehört zum Dekanat Rosenheim im Erzbistum München und Freising.

## Beschreibung
Die barocke Saalkirche wurde von 1732 bis 1735 nach einem Entwurf von Abraham Millauer erbaut. Sie besteht aus dem Langhaus und dem eingezogenen, halbrund geschlossenen Chor im Osten, an den die Sakristei angebaut ist. Über dem Giebel im Westen erhebt sich ein achteckiger Dachreiter mit einer Welschen Haube.
Der Innenraum ist mit einem Spiegelgewölbe überspannt. Die Fresken an der Decke wurden 1827 eingebracht. Der Altar wurde um 1770 aufgestellt. Über den seitlichen Durchgängen stehen die aus der Vorgängerkirche stammenden Statuen der Wetterheiligen Johannes und Paulus. Die klassizistische Kanzel wurde um 1827 geschaffen.